# Ole Nydahl

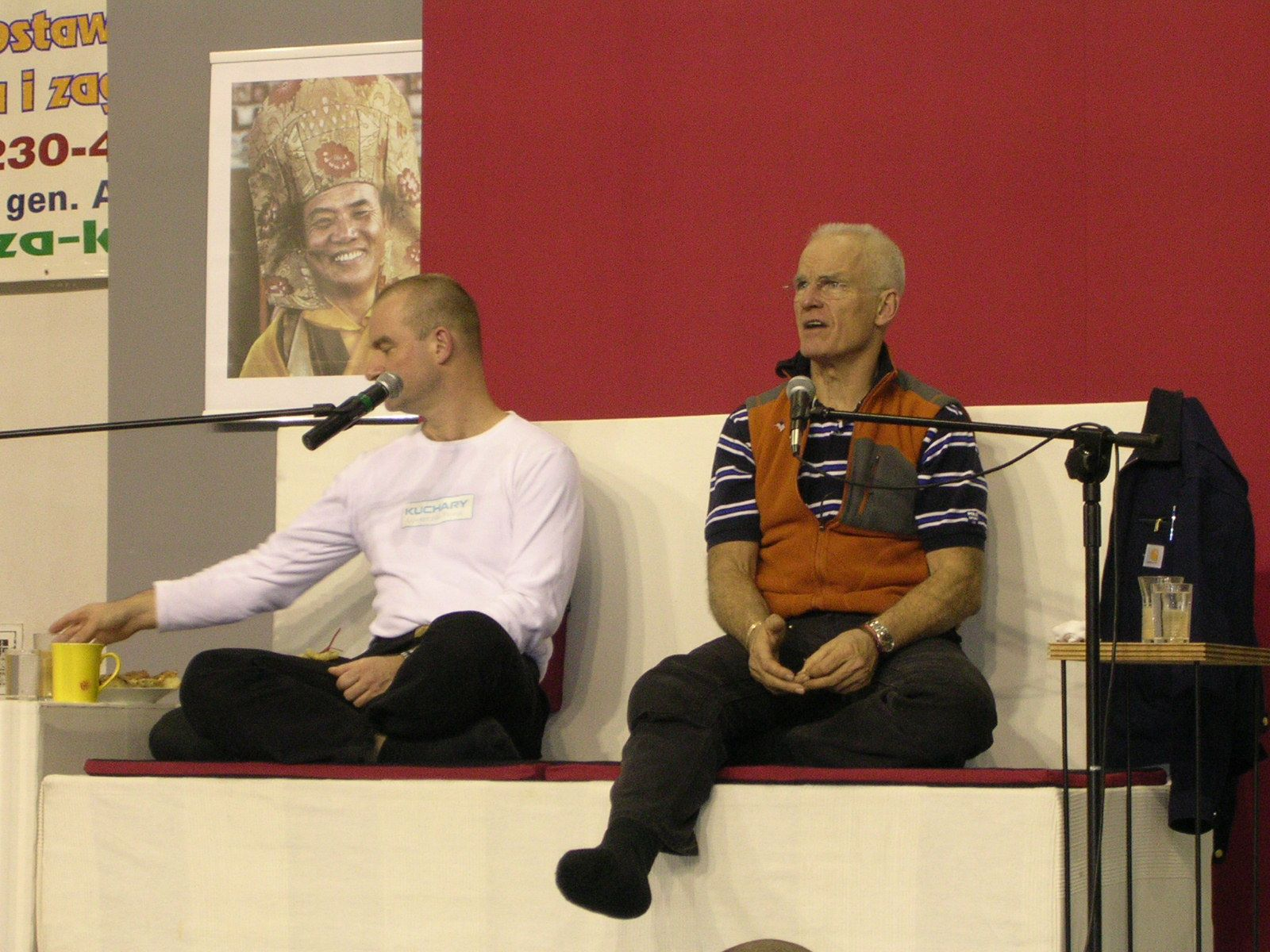
Nydahl in Wrocław (Polen), 2004

Ole Nydahl (nabij Kopenhagen, 19 maart 1941) is een boeddhistisch leraar in de karma kagyüschool en een van de eerste westerlingen die zich kwalificeerde als lama in het Tibetaans boeddhisme. De eerste lama die hem onderwees was Lopon Tsechu, een belangrijk lama van de drugpa kagyü, eveneens een school uit de kagyülinie.
Nydahl was professioneel bokser, studeerde filosofie, en smokkelde hasj uit Nepal. Met zijn vrouw Hannah Nydahl ging hij op huwelijksreis naar de Himalaya, waar zij de zestiende karmapa ontmoetten en zich gingen wijden aan boeddhisme en meditatie. De zestiende karmapa vroeg hun de leer van de vajrayana te verbreiden in het westen. Sinds 1972 richtte Nydahl in zijn naam meer dan 600 centra op die hij daarna nog regelmatig bezocht en waar hij zelf ook onderwees.
Tijdens de Karmapa-controverse had hij een nadrukkelijke rol in de keuze en lobby voor Trinley Thaye Dorje als zeventiende karmapa, waarmee hij zich nadrukkelijk aan de zijde van de veertiende shamarpa schaarde.